# Italiaanse parlementsverkiezingen 2022

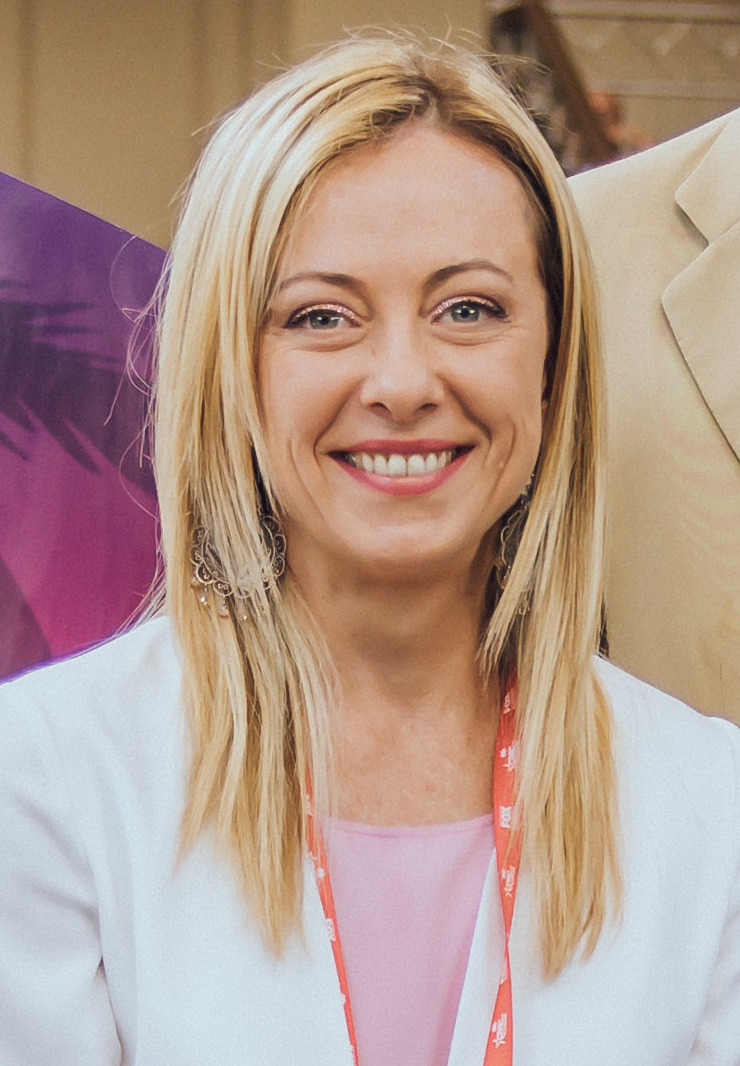
Giorgia Meloni, leider van de winnende Fratelli d'Italia

De Italiaanse parlementsverkiezingen 2022 werden op 25 september 2022 in Italië gehouden. Deze vervroegde verkiezing werd gehouden nadat de Vijfsterrenbeweging, en vervolgens ook Lega Nord en Forza Italia, hun steun aan het kabinet-Draghi, een regering van nationale eenheid, opgaven in juli 2022. De Fratelli d'Italia, onder leiding van Giorgia Meloni, werden de grootste partij, met ongeveer 26% van de stemmen. Daarmee nam FdI de leidende rol op rechts over van Lega Nord.
Door een grondwetswijziging kromp de Italiaanse Kamer van Afgevaardigden van 630 naar 400 parlementsleden en telt de Senaat 200 in plaats van 315 senatoren.

## Peilingen
1996 · 2001 · 2006 · 2008 · 2013 · 2018 · 2022